# Луссер, Анник
А́нник Лу́ссер (нем. Annick Lusser, в замужестве А́нник Лу́ссер Хесс, нем. Annick Lusser Hess) — швейцарская кёрлингистка и тренер по кёрлингу, чемпионка Швейцарии среди женщин (1998).
В составе женской сборной Швейцарии участвовала в чемпионате мира 1998, где они заняли шестое место..

## Достижения
- Чемпионат Швейцарии по кёрлингу среди женщин: золото (1998).

## Команды
| Сезон   | Четвёртый          | Третий       | Второй        | Первый       | Запасной                                  | Турниры                      |
| ------- | ------------------ | ------------ | ------------- | ------------ | ----------------------------------------- | ---------------------------- |
| 1997—98 | Кристина Лестандер | Селина Брёлё | Мадлена Брёлё | Анник Луссер | Сандра Арнольд тренер: Heinz Sommerhalder | ЧШЖ 1998 · ЧМ 1998 (6 место) |

(скипы выделены полужирным шрифтом)

## Результаты как тренера национальных сборных
| Год  | Турнир                                        | Сборная       | Место |
| ---- | --------------------------------------------- | ------------- | ----- |
| 2018 | Чемпионат мира по кёрлингу среди юниоров 2018 | (юниоры муж.) | 3     |